# Albo d'oro della Ligue 2
Di seguito viene riportato l'albo d'oro della Ligue 2 (denominata Division 2 fino al 2002, in seguito Ligue 2) dal 1934 ad oggi.

## Albo d'oro

### Division 2 (1933-1970)
| Stagione                                  | Vincitore                       | Altre promozioni                          | Capocannoniere                                               |
| ----------------------------------------- | ------------------------------- | ----------------------------------------- | ------------------------------------------------------------ |
| 1933-34                                   | Red Star (1) Olympique Alès (1) |                                           | Jean Nicolas, FC Rouen (54)                                  |
| 1934-35                                   | Metz (1)                        | Valenciennes                              | Jean Nicolas, FC Rouen (30)                                  |
| 1935-36                                   | Rouen (1)                       | Roubaix                                   | Jean Nicolas, FC Rouen (45)                                  |
| 1936-37                                   | Lens (1)                        | Valenciennes                              | Viktor Spechtl, RC Lens (30)                                 |
| 1937-38                                   | Le Havre (1)                    | Saint-Étienne                             | Hugo Lamanna, CA Paris (29)                                  |
| 1938-39                                   | Red Star (2)                    | Rennes                                    | Harold Newell, Boulogne (39) Fernand Planquès, Toulouse (39) |
| Interrotto per la Seconda guerra mondiale |                                 |                                           |                                                              |
| 1945-46                                   | FC Nancy (1) Montpellier (1)    |                                           | Guy Campiglia, Angers (27)                                   |
| 1946-47                                   | Sochaux (1)                     | Olympique Alès                            | Josef Humpál, Sochaux (45)                                   |
| 1947-48                                   | Nizza (1)                       | Colmar                                    | Henri Arnaudeau, Bordeaux (28)                               |
| 1948-49                                   | Lens (2)                        | Bordeaux                                  | Camille Libar, Bordeaux (41)                                 |
| 1949-50                                   | Nîmes (1)                       | Le Havre                                  | Edmond Haan, Nîmes (27)                                      |
| 1950-51                                   | Olympique Lione (1)             | Metz                                      | Thadée Cisowski, Metz (23)                                   |
| 1951-52                                   | Stade Français (1)              | Montpellier                               | Egon Jönsson, Stade Français (34)                            |
| 1952-53                                   | Tolosa (1)                      | Monaco Strasburgo                         | Bror Mellberg, Toulouse (27)                                 |
| 1953-54                                   | Olympique Lione (2)             | Troyes RC France                          | Jean Courteaux, RC Paris (36)                                |
| 1954-55                                   | Sedan (1)                       |                                           | Petrus van Rhijn, Valenciennes (40)                          |
| 1955-56                                   | Rennes (1)                      | Angers Valenciennes                       | Petrus van Rhijn, Valenciennes (32)                          |
| 1956-57                                   | Olympique Alès (2)              | Béziers Lilla                             | Fernand Devlaminck, Lille (27)                               |
| 1957-58                                   | FC Nancy (2)                    | Rennes Limoges Strasburgo                 | Egon Jönsson, Nancy (29)                                     |
| 1958-59                                   | Le Havre (2)                    | Stade Français Tolone Bordeaux            | Petrus van Rhijn, Stade Français (31)                        |
| 1959-60                                   | Grenoble (1)                    | Nancy Rouen Troyes                        | Claude Corbel, FC Rouen (29)                                 |
| 1960-61                                   | Montpellier (2)                 | Metz Sochaux Strasburgo                   | Casimir Koza, Strasbourg (28)                                |
| 1961-62                                   | Grenoble (2)                    | Valenciennes Bordeaux Olympique Marsiglia | Serge Masnaghetti, Valenciennes (21)                         |
| 1962-63                                   | Saint-Étienne (1)               | Nantes                                    | Ernesto Gianella, Béziers (24)                               |
| 1963-64                                   | Lilla (1)                       | Sochaux Tolone                            | Abderrahmane Soukhane, Le Havre (21)                         |
| 1964-65                                   | Nizza (2)                       | Red Star Cannes                           | Antoine Groschulski, Red Star (22)                           |
| 1965-66                                   | Stade Reims (1)                 | Olympique Marsiglia                       | Pierre Ferrazzi, Grenoble (30)                               |
| 1966-67                                   | Ajaccio (1)                     | Metz Pays d'Aix                           | Étienne Sansonetti, Bastia (23)                              |
| 1967-68                                   | Bastia (1)                      | Nîmes                                     | Jacques Bonnet, Avignon (26)                                 |
| 1968-69                                   | Angers (1)                      | Angoulême                                 | Gérard Grizzetti, Angoulême (55)                             |
| 1969-70                                   | Nizza (3)                       | Nancy                                     | Robert Blanc, Nancy (21)                                     |

### Division 2 (1970-1993)
Il campionato è articolato su più gironi. Viene comunque determinato un vincitore mediante una o più partite di spareggio.
| Stagione | Vincitori                            | Altre promozioni    | Capocannoniere. |
| -------- | ------------------------------------ | ------------------- | --- |
| 1970-71  | Lilla Paris Saint-Germain (1) Monaco |                     | N: Yves Triantafyllos, Boulogne (20) C: Robert Blanc, Limoges (20) S: Emmanuel Koum, Monaco (20)                       |
| 1971-72  | Sedan Valenciennes (1) Strasburgo    |                     | A: Pierre Pleimelding, Troyes (20) B: Joseph Yegba Maya, Valenciennes (20) C: Marco Molitor, Strasbourg (40)           |
| 1972-73  | Lens (3) Troyes                      | Monaco              | A: Eugeniusz Faber, Lens (21) B: Gérard Tonnel, Troyes (31)                                                            |
| 1973-74  | Lilla (2) Red Star                   | Paris Saint-Germain | A: Erwin Wilczek, Valenciennes (26) B: Nestor Combin, Red Star (24)                                                    |
| 1974-75  | Valenciennes Nancy (1)               | Olympique Avignone  | A: Georg Tripp, Laval (25) B: Joaquim Martinez, Nancy (28)                                                             |
| 1975-76  | Rennes Angers (2)                    | Laval               | A: Boško Antić, Caen (22) B: Marc Berdoll, Angers (25)                                                                 |
| 1976-77  | Monaco Strasburgo (1)                | Rouen               | A: Delio Onnis, Monaco (30) B: Albert Gemmrich, Strasbourg (24)                                                        |
| 1977-78  | Angers Lilla (3)                     | Paris FC            | A: Pierre Giudicelli, Alès (19) B: Jean-Claude Garnier, Dunkerque, Pierre-Antoine Dossevi, Tours (23)                  |
| 1978-79  | Gueugnon (1) Brest                   | Lens                | A: Antoine Trivino, Gueugnon (24) B: Patrick Martet, Brest (26)                                                        |
| 1979-80  | Tours Auxerre (1)                    |                     | A: Alain Polaniok, Reims, Bernard Ferrigno, Tours (16) B: Jacques Vergnes, Montpellier, Robert Pintenat, Toulouse (19) |
| 1980-81  | Montpellier Brest (1)                |                     | A: Robert Pintenat, Toulouse (32) B: Marcel Campagnac, Abbeville (22)                                                  |
| 1981-82  | Tolosa (1) Rouen                     | Mulhouse            | A: Marc Pascal, Marseille (18) B: Žarko Olarevic, Le Havre, Issicka Ouattara, Mulhouse (25)                            |
| 1982-83  | Rennes (2) Tolone                    | Nîmes               | A: Włodzimierz Lubański, Valenciennes (28) B: Christian Dalger, Toulon (18)                                            |
| 1983-84  | Olympique Marsiglia Tours (1)        |                     | A: Mario Relmy, Limoges (23) B: Omar da Fonseca, Tours (23)                                                            |
| 1984-85  | Le Havre (3) Nizza                   | Rennes              | A: John Eriksen, Mulhouse (27) B: Jorge Dominguez, Nice (28)                                                           |
| 1985-86  | Saint-Étienne RC France (1)          |                     | A: Jean-Marc Valadier, Montpellier (22) B: Eugène Kabongo, RC Paris (29)                                               |
| 1986-87  | Niort Montpellier (3)                |                     | A: Toni Kurbos, Mulhouse (22) B: Gaspard N'Gouete, Bastia (21)                                                         |
| 1987-88  | Sochaux Strasburgo (2)               | Caen                | A: Jean-Pierre Orts, Lyon, Stéphane Paille, Sochaux (18) B: Patrick Martet, Rouen (26)                                 |
| 1988-89  | Mulhouse Olympique Lione (3)         | Brest               | A: Roberto Cabañas, Brest (22) B: Robby Langers, Orléans (27)                                                          |
| 1989-90  | Nancy (2) Rennes                     |                     | A: Didier Monczuk, Strasbourg (26) B: Jean-Pierre Orts, Rouen (21)                                                     |
| 1990-91  | Nîmes Le Havre (4)                   | Lens                | A: Didier Monczuk, Strasbourg (23) B: Christophe Lagrange, Angers (19)                                                 |
| 1991-92  | Valenciennes Bordeaux (1)            | Strasburgo          | A: Jean-Pierre Orts, Rouen (22) B: Didier Monczuk, Strasbourg (21)                                                     |
| 1992-93  | Martigues (1) Angers                 | Cannes              | A: Franck Priou, Cannes (21) B: Jean-Pierre Orts, Rouen (18)                                                           |

### Division 2 (1993-2002)
A partire dal 1993 la competizione torna ad essere disputata attraverso un girone unico.
| Stagione | Vincitore               | Altre promozioni          | Capocannoniere                     |
| -------- | ----------------------- | ------------------------- | ---------------------------------- |
| 1993-94  | Nizza (4)               | Rennes Bastia             | Yannick Le Saux, Saint-Brieuc (27) |
| 1994-95  | Olympique Marsiglia (1) | Guingamp Gueugnon         | Tony Cascarino, Marseille (31)     |
| 1995-96  | Caen (1)                | Olympique Marsiglia Nancy | Tony Cascarino, Marseille (30)     |
| 1996-97  | Châteauroux (1)         | Tolosa                    | Samuel Michel, Sochaux (23)        |
| 1997-98  | Nancy (3)               | Lorient Sochaux           | Réginald Ray, Le Mans (20)         |
| 1998-99  | Saint-Étienne (2)       | Sedan Troyes              | Hamed Diallo, Laval (20)           |
| 1999-00  | Lilla (4)               | Guingamp Tolosa           | Amara Traoré, Gueugnon (17)        |
| 2000-01  | Sochaux (2)             | Lorient Montpellier       | Francileudo Santos, Sochaux (21)   |
| 2001-02  | Ajaccio (2)             | Strasburgo Nizza Le Havre | Hamed Diallo, Amiens (18)          |

### Ligue 2 (2002-presente)
| Stagione | Vincitore         | Altre promozioni       | Capocannoniere                                                 |
| -------- | ----------------- | ---------------------- | -------------------------------------------------------------- |
| 2002-03  | Tolosa (2)        | Le Mans Metz           | Cédric Fauré, Toulouse (20)                                    |
| 2003-04  | Saint-Étienne (3) | Caen Istres            | David Suarez, Amiens (17)                                      |
| 2004-05  | Nancy (4)         | Le Mans Troyes         | Bakari Koné, Lorient (24)                                      |
| 2005-06  | Valenciennes (2)  | Sedan Lorient          | Jean-Michel Lesage, Le Havre, Steve Savidan, Valenciennes (16) |
| 2006-07  | Metz (2)          | Caen Strasburgo        | Jean-Michel Lesage, Le Havre Amara Traoré, Valenciennes (18)   |
| 2007-08  | Le Havre (5)      | Nantes Grenoble        | Guillaume Hoarau, Le Havre (28)                                |
| 2008-09  | Lens (4)          | Montpellier Boulogne   | Grégory Thil, Boulogne (18)                                    |
| 2009-10  | Caen (2)          | Brest Arles            | Olivier Giroud, Tours (21)                                     |
| 2010-11  | Évian TG (1)      | Ajaccio Digione        | Sebastián Ribas, Dijon (23)                                    |
| 2011-12  | Bastia (2)        | Stade Reims Troyes     | Cédric Fauré, Stade Reims (15)                                 |
| 2012-13  | Monaco (1)        | Guingamp Nantes        | Mustapha Yatabaré, Guingamp (23)                               |
| 2013-14  | Metz (3)          | Lens Caen              | Mathieu Duhamel, Caen Andy Delort, Tours (24)                  |
| 2014-15  | Troyes (1)        | Gazélec Ajaccio Angers | Mickaël Le Bihan, Le Havre (18)                                |
| 2015-16  | Nancy (5)         | Digione Metz           | Famara Diedhiou, Clermont Foot (21)                            |
| 2016-17  | Strasburgo (3)    | Amiens Troyes          | Adama Niane, Troyes (23)                                       |
| 2017-18  | Stade Reims (2)   | Nîmes                  | Umut Bozok, Nîmes (24)                                         |
| 2018-19  | Metz (4)          | Brest                  | Gaëtan Charbonnier, Brest (27)                                 |
| 2019-20  | Lorient (1)       | Lens                   | Tino Kadewere, Le Havre (20)                                   |
| 2020-21  | Troyes (2)        | Clermont Foot          | Mohamed Bayo, Clermont Foot (22)                               |
| 2021-22  | Tolosa (3)        | Ajaccio Auxerre        | Rhys Healey, Tolosa (20)                                       |
| 2022-23  | Le Havre (6)      | Metz                   | Georges Mikautadze, Metz (23)                                  |
| 2023-24  | Auxerre (2)       | Angers Saint-Étienne   | Alexandre Mendy, Caen (22)                                     |
| 2024-25  | Lorient (2)       | Paris FC Metz          | Eli Junior Kroupi, Lorient (22)                                |